# Котушка приплюснута
Котушка приплюснута (Hippeutis complanatus) — вид прісноводних черевоногих молюсків з родини Planorbidae.

## Поширення
Вид поширений в Палеартиці: Європа, Сибір, Каспійський басейн, Вірменія та Туреччина, а також є місцеві популяції на північному заході Африки.

## Опис
Черепашка 0,7–1,2 × 3–5 мм, сильно сплощена, зазвичай білувато-сіра або світло-жовта, з 3–4 завитками. Завитки накладаються один на одного. Молюск має гемоглобін у крові, тому тіло має більш-менш чіткийчервоний колір.

## Спосіб життя
Цей равлик живе в ставках і канавах з мулистим дном, і віддає перевагу водам, багатим кальцієм. Відкладає прозорі яйця, укладені в тверді гелеподібні скупчення, на рослини, скелі та інші предмети.